# 김약국의 딸들 (2005년 드라마)
《김약국의 딸들》은 2005년 1월 10일부터 같은 해 7월 30일까지 방영된 MBC 아침 드라마이며, 소설극장의 다섯 번째 작품이다.
박경리가 쓴 동명의 장편 소설을 원작으로 하고 있다.

## 등장 인물

### 주요 인물
- 이정길(김약국) : 어장주이자 한약국 주인
- 정영숙(한실댁) : 김약국 아내
- 엄수정(용숙) : 김약국집 장녀
- 임지은(용빈) : 김약국집 차녀
- 오승은(용란) : 김약국집 삼녀
- 류현경(용옥) : 김약국집 사녀(막내)
- 이진우(강극) : 통영병원 의사
- 정유석(정홍섭) : 정국주 아들, 야심가
- 오태경(지한돌) : 김약국집 머슴
- 박동빈(서기두) : 김약국 어장의 실질적 책임자

### 주변 인물
- 장항선(정국주) : 양조장과 전당포 운영, 고리대금업자
- 오미연(김 여사) : 정국주 처
- 미상(최연학) : 셋째 딸 김용란 남편, 아편 중독자
- 황은하(박마리아) : 정홍섭 아내, 국회의원 딸
- 미상(정홍희) : 정홍섭 동생, 둘째 딸 김용빈하고 초등학교 동창
- 미상(박진표) : 국회의원, 박마리아의 아버지

### 그 외 인물
- 김선은(경수)
- 김용희, 김학준, 염재욱, 오협, 강보라